# Cultura de Qijia
La cultura de Qijia (xinès tradicional: 齊家文化, xinès simplificat: 齐家文化, pinyin: Qíjiā wénhuà) (2200 aC - 1600 aC) va ser una cultura arqueològica primerenca de l'edat del bronze distribuïda per la regió superior del riu Groc de Gansu (centrada a Lanzhou) i l'est de Qinghai, Xina. Es considera una de les primeres cultures del bronze de la Xina.
La cultura de Qijia rep el nom de l'assentament Qijiaping, a la província de Gansu.
Abans de la cultura de Qijia, a la mateixa zona existia la cultura de Majiayao que també estava familiaritzada amb la metal·lúrgia. Al final del tercer mil·lenni a.C., la cultura de Qijia va succeir la cultura de Majiayao en poblats de tres zones geogràfiques principals: Gansu oriental, Gansu mitjà i Gansu occidental/Qinghai oriental.

## Investigació

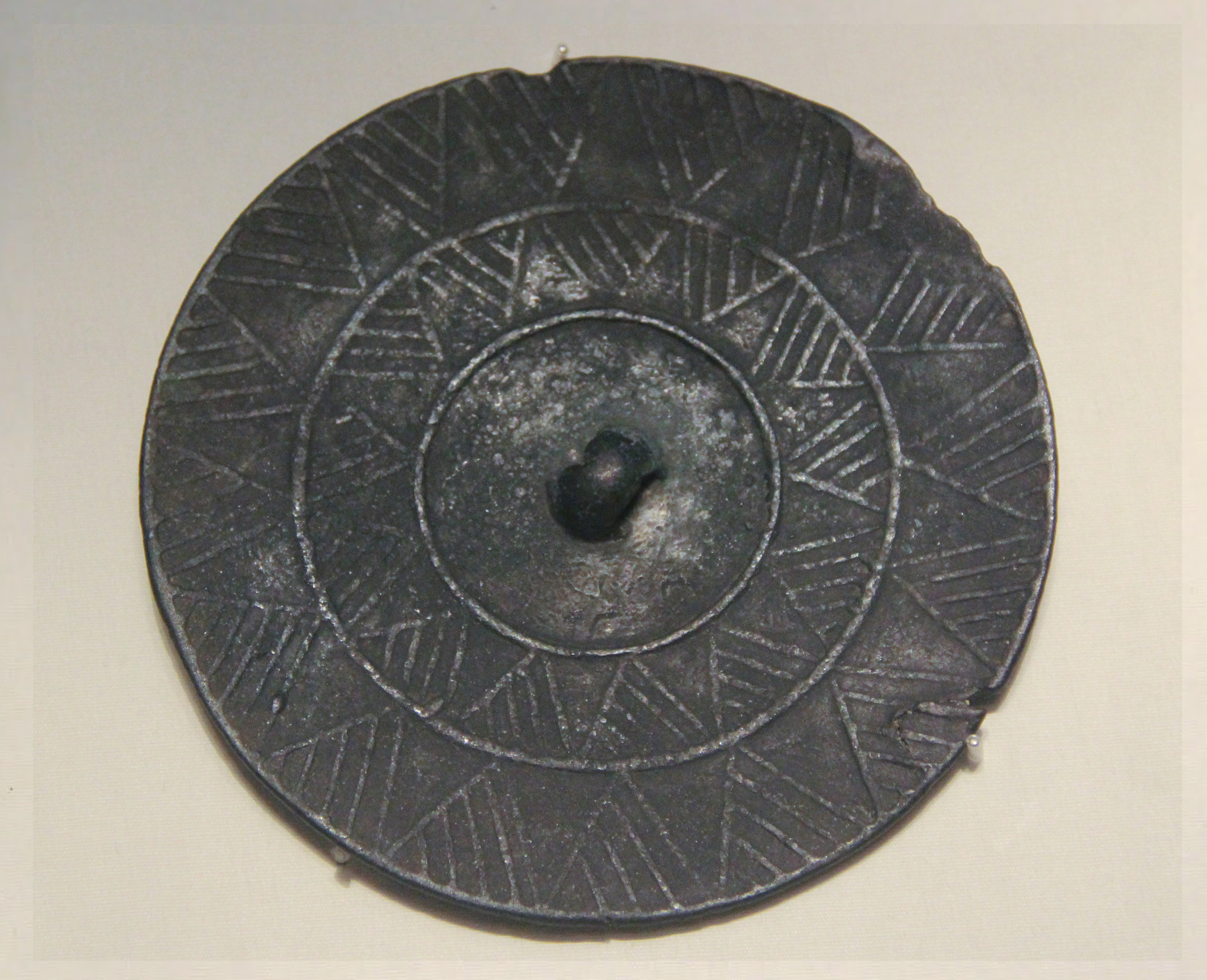
Mirall de bronze, Gansu. Cultura de Qijia (2400–1900), Museu Nacional de la Xina

Johan Gunnar Andersson va descobrir el lloc inicial a Qijiaping (齊 家坪) el 1923. La cultura de Qijia era una cultura sedentària, basada en l'agricultura i la cria de porcs, que també s'utilitzaven en sacrificis. La cultura de Qijia es distingeix per la presència de nombrosos cavalls domesticats i la pràctica de l'endevinació dels oracles. Els ganivets i destrals metàl·lics recuperats aparentment apunten a algunes interaccions amb les cultures siberianes i asiàtiques centrals, en particular amb el complex Seima-Turbino. Les evidències arqueològiques apunten a un plausible contacte primerenc entre la cultura de Qijia i l'Àsia central.
La cultura de Qijia va produir alguns dels primers miralls de bronze i coure trobats a la Xina. Es troba una extensa domesticació de cavalls en molts poblats de Qijia.
Els jaciments arqueològics de Lajia, Huangniangniangtai, Qinweijia i Dahezhuang estan associats a la cultura de Qijia. També es van trobar jaciments de Qijia a la província de Ningxia i Mongòlia Interior.
Un total de més de 350 jaciments de la cultura de Qijia s'han trobat superposats a la cultura de Majiayao. S'han excavat una gran quantitat d'artefactes metàl·lics, principalment objectes de coure, inclosos alguns bronzes, de diversos llocs de la província de Gansu i de Gamatai a la província de Qinghai.

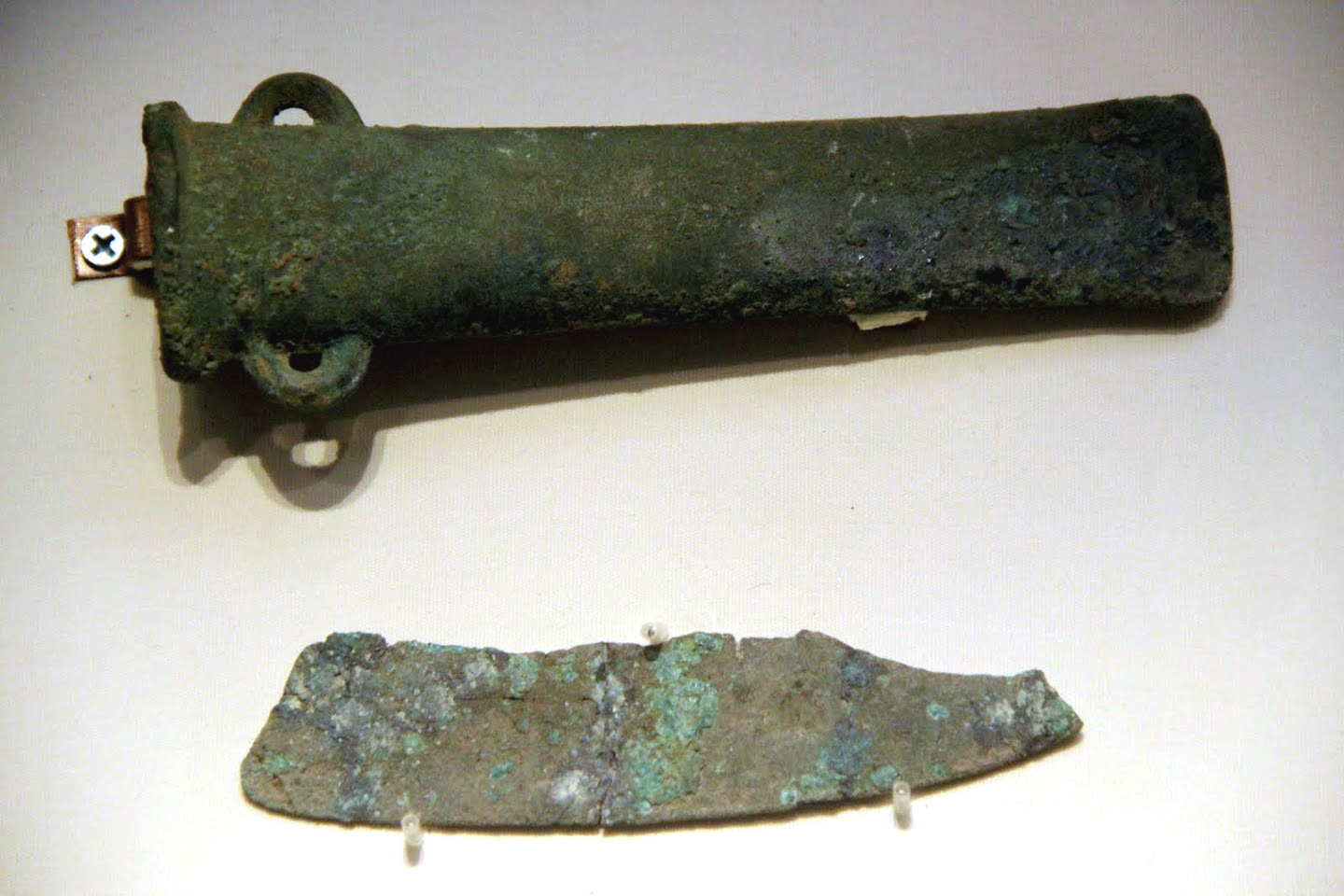
Destral de bronze i ganivet de coure, cultura de Qijia, Gansu. Museu Nacional de la Xina, Pequín

Es van analitzar 25 peces d'instruments metàl·lics per determinar la seva composició. Els de coure van ser els més nombrosos, amb un 64% del total. La resta representaven diversos aliatges de coure, inclòs l'estany.

### Ceràmica
Les tècniques de fabricació de ceràmica estan marcades per una ceràmica vermella fina i una ceràmica grisa de color marró vermellós. També hi ha algunes peces de vaixella grisa. Estan fetes a mà, sense que hi hagi evidències d'artefactes fets amb rodeta. Tot i que la ceràmica de la cultura de Qijia té les seves pròpies característiques estilístiques, també comparteix molts trets en comú amb la cultura de Longshan a Shaanxi. Alguns elements de la cultura de Majiayao també hi són presents.

## Cultura de Matxang
La cultura de Matxang (马 厂) també va existir entre el 2500 i el 2000 aC al llarg del riu Groc; va ser un resultat de la cultura de Banshan. La cultura de Matxang era en part contemporània de la Qijia; tot i que eren força diferents, hi va haver un intercanvi cultural entre elles.
Alguns estudiosos consideren la cultura de Matxang com només una fase de la cultura de Majiayao més gran; també diuen que la de Qijia va derivar de la de Matxang.

## Jaciment de Mogou
El cementiri de la cultura de Qijia a Mogou, al comtat de Lintan, Gansu, va ser excavat a partir del 2008. S'hi han trobat més de mil tombes. La zona va ser habitada durant la primera meitat del segon mil·lenni aC. S'han trobat milers d'artefactes funeraris, com ara vasos de ceràmica, adorns i eines d'ossos, petxines i objectes metàl·lics.
Fins ara, això representa amb diferència la troballa més gran d'objectes de coure i bronze atribuïts a la cultura de Qijia, ja que s'hi van trobar més de tres-cents artefactes. Les troballes són principalment eines, com ara ganivets, i adorns, com ara botons, arracades i perles. Alguns tipus d'objectes, com ara pinces i braçalets, no s'havien trobat abans.
L'examen revela que el bronze d'estany (Cu-Sn) era l'aliatge més important utilitzat al poblat de Mogou. Altres aliatges, com el Cu-Sn-Pb (plom) i el Cu-Sn-As (arsènic), també s'utilitzaven. Alguns artefactes es van fabricar per colada i forjat en calent.
Recentment s'han excavat dos fragments de ferro al cementiri de Mogou. Han estat datats del segle XIV aC. Un dels fragments estava fet de ferreria d'aire en lloc de ferro meteorític.

## Etapes tardanes
Durant les darreres etapes de la cultura, la cultura de Qijia es va retirar de l'oest i va patir una reducció de la mida de la població. Alguns erudits sostenen que la cultura de Siwa era descendent de la cultura de Qijia. A més, alguns creuen que la cultura de Kayue es va desenvolupar a partir de la part occidental de la cultura de Qijia.